# (152299) Vanautgaerden
(152299) Vanautgaerden est un astéroïde de la ceinture principale.

## Description
(152299) Vanautgaerden est un astéroïde de la ceinture principale. Il fut découvert le 11 octobre 2005 à Uccle par Peter De Cat. Il présente une orbite caractérisée par un demi-grand axe de 2,42 UA, une excentricité de 0,13 et une inclinaison de 6,8° par rapport à l'écliptique.

## Compléments